# Битва за Макао
Битва за Макао — попытка взятия голландцами в 1622 году в ходе голландско-португальской войны порта Макао на юго-востоке Китая. Португальцам, находившимся в меньшинстве и не обладавшим сильными укреплениями, удалось отразить атаку голландцев и одержать победу после трёхдневного сражения. На сегодняшний день битва остается единственным крупным сражением между двумя европейскими державами на материковой части Китая.

## Предыстория
С тех пор как в 1557 году португальцам удалось добиться разрешения от династии Мин на создание постоянной торговой базы в Макао, этот порт приносил огромную прибыль как перевалочный пункт для торговли между Китаем и Японией. Успех Португалии в Макао вызвал зависть других европейских морских держав, которые на тот момент ещё не имели форпостов на Дальнем Востоке. Когда Филипп II Испанский в 1581 году стал королём Португалии, португальские колонии подверглась нападению со стороны врагов Испании, особенно голландцев и англичан, которые рассчитывали расширить свои колониальные владения. К 1622 году Макао уже выдерживал голландские атаки в 1601, 1603 и 1607 годах, однако голландское вторжение 1622 года было первой серьёзной попыткой захватить город. Голландцы были разочарованы тем, что их торговый пост в Хирадо был не в состоянии конкурировать с португальскими торговцами из Нагасаки из-за более лёгкого доступа португальцев к рынкам Китая. Захват Макао давал им сильную торговую базу в Китае и лишал португальцев прибыльного маршрута Макао—Нагасаки. Падение Макао также могло оставить испанцев на Филиппинах без средств к существованию и облегчить атаку голландцев на Манилу.
Несмотря на рейды, португальские власти не смогли создать систему укреплений вокруг города из-за помех со стороны китайских чиновников. Средства защиты Макао в то время были ограничены несколькими артиллерийскими батареями: одной на западной оконечности полуострова Макао, по одной на двух берегах бухты Прайя-Гранде и одной наполовину завершённой батареей Форталеза-ду-Монте с видом на Собор Святого Павла. Плачевное состояние обороны Макао стало известно голландцам в 1621 году, когда голландский корабль Gallias захватил португальский корабль, вёзший корреспонденцию из Макао. Опираясь на эти перехваченные письма и информацию из Японии, генерал-губернатор Голландской Ост-Индии Ян Питерсоон Кун посчитал, что Макао был не в состоянии выдержать серьёзный приступ, и составил план вторжения.

## Экспедиция
В Батавии, штаб-квартире Голландской Ост-Индской компании, Кун сформировал флот из восьми кораблей для экспедиции в Макао и выдал командующему приказ с указанием для любого голландского судна, которое могло встретиться эскадре по пути, присоединиться к походу. Губернатор также набрал солдат, в том числе из малайцев и ласкаров, в состав десанта. Кун был так доволен флотом, что в письме директорам Компании в Гаагу выразил сожаление, что не смог вести «столь великолепную экспедицию» лично. Руководители Компании не разделили энтузиазма Куна, указав, что они ведут и так достаточно войн и что Куну следовало ждать приказов из метрополии. Тем не менее, флот под командованием Корнелиса Рейерсена отбыл из Батавии 10 апреля 1622 года, ещё до получения ответа из Гааги.

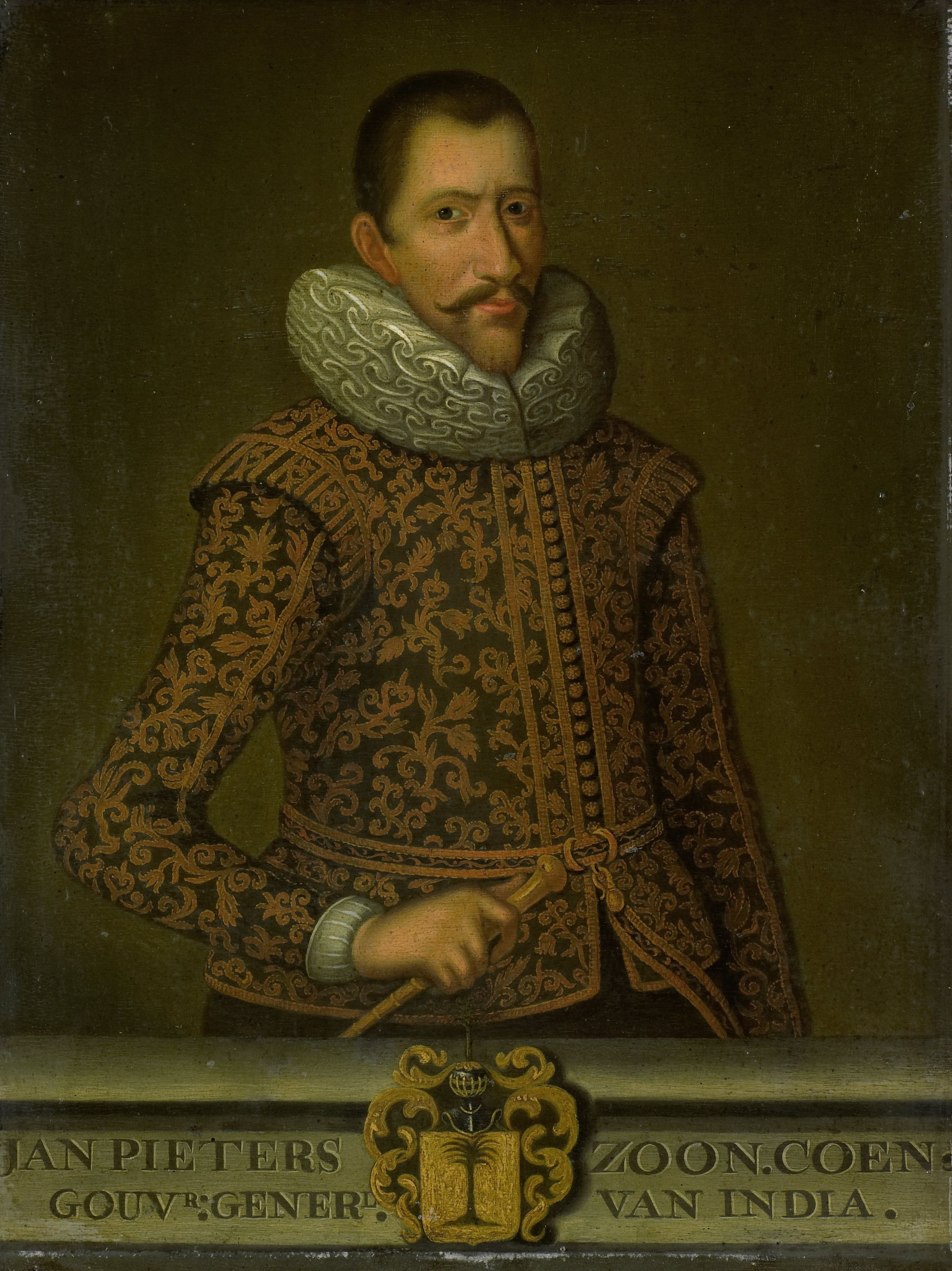
Экспедиция была инициирована голландским генерал-губернатором Яном Питерсооном Куном

Конечная цель экспедиции состояла в создании плацдарма на побережье Китая с целью заставить китайцев торговать с голландцами. Прежде чем атаковать Макао, Рейерсен решил закрепиться на Пескадорских островах. 8 июня флот прибыл в Камрань, где к нему присоединились четыре голландских судна. Один корабль был отправлен в Манилу. Благодаря этому флот отплыл из Камрани уже в составе одиннадцати кораблей. Через несколько дней флот встретил у берегов Сиама вооружённую джонку с 28 сиамцами и 20 японцами на борту. Японцы попросили разрешения присоединиться к голландской экспедиции, и их просьба была удовлетворена. Десант теперь насчитывал около шестисот человек.
Кун ранее приказал адмиралу Виллему Янсзону выделить Рейерсену несколько кораблей из эскадры, блокировавшей Манилу. В исполнение этого распоряжения близ Макао эскадру ожидали два голландских и два английских судна. Они попытались блокировать Макао в ожидании флота вторжения, но не преуспели: капитан-майор Лопу Сарменту де Карвалью установил на рейде семь джонок с орудиями, чтобы обеспечить сообщение. Флот вторжения прибыл к Макао 21 июня. Согласно директивам Куна, двум английским судам было разрешено участвовать в морских операциях, но запрещалось участвовать в высадке десанта и принимать какую-либо долю добычи в случае успеха. В результате английские капитаны отказались предоставлять свои корабли для атаки. Теперь Рейерсен располагал тринадцатью судами и командой около 1300 человек, в том числе 800 — в составе десанта.
| Судно                | Тоннаж | Экипаж | Капитан           | Примечания                              |
| -------------------- | ------ | ------ | ----------------- | --------------------------------------- |
| Zierickzee (флагман) | 800    | 221    | Корнелис Рейерсен |                                         |
| Groeningen           | 700    | 192    | Виллем Бонтеко    |                                         |
| Oudt Delft           | 700    | 196    | Виллем Андриессен |                                         |
| Enchuizen            | 500    | 165    | Д. Пьетерсен      |                                         |
| de Gallias           | 220    | 91     | Д. Флорис         |                                         |
| de Engelsche Beer    | -      | 96     | Л. Наннинг        |                                         |
| St. Nicholas         | -      | 40     | Й. Констант       | Отправлен в Манилу                      |
| Paliacatta           | -      | 23     | Й. Якобсен        |                                         |
| Haan                 | -      | -      | Дирк Феллинг      | Присоединился в Индокитае               |
| Tiger                | -      | -      | -                 | Присоединился в Индокитае               |
| Victoria             | -      | -      | -                 | Присоединился в Индокитае               |
| Santa Cruz           | -      | -      | -                 | Присоединился в Индокитае               |
| Trouw                | -      | -      | -                 | Прибыл из Манилы                        |
| Hoop                 | -      | -      | -                 | Прибыл из Манилы                        |
| Palsgrave            | -      | -      | -                 | Прибыл из Манилы; не участвовал в атаке |
| Bull                 | -      | -      | -                 | Прибыл из Манилы; не участвовал в атаке |

## Сражение

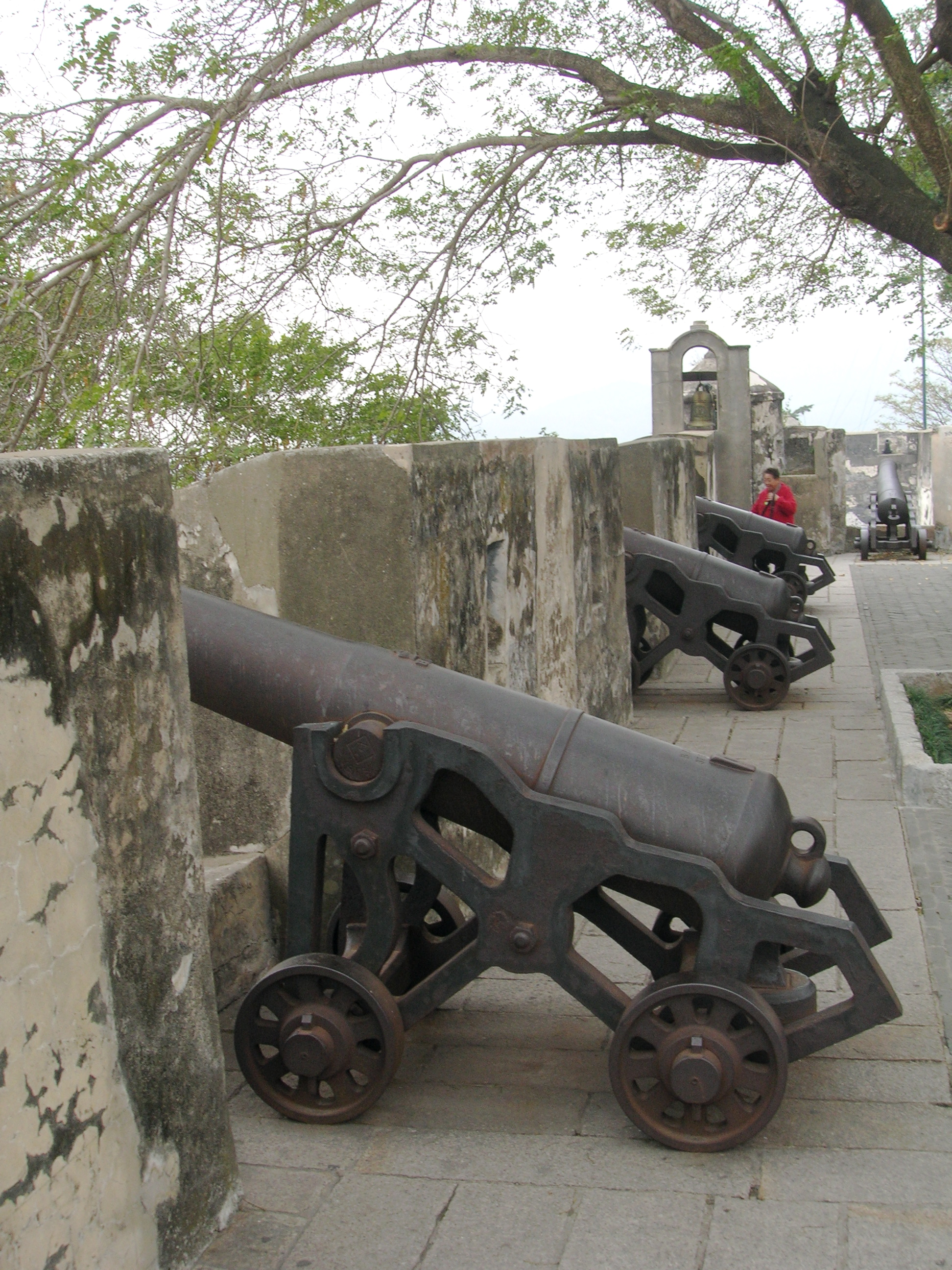
Пушки бастиона Форталеза-ду-Монте

В ночь на 22 июня Рейерсен послал на берег разведывательную группу из трёх солдат и китайского проводника, чтобы узнать, как отнесутся к атаке 10 000 китайских жителей Макао. Вскоре они вернулись и сообщили, что китайцы бежали из города в ожидании вторжения. На следующее утро сам Рейерсен сел в шлюпку вместе с некоторыми старшими офицерами, чтобы подыскать место высадки десанта. Было решено, что армия вторжения высадится на пляже Какильяс на следующий день. Чтобы отвлечь защитников от предполагаемого места высадки, 23 июня три корабля — Groeningen, Gallias и Engelsche Beer — начали бомбардировать батарею Сан-Франсиско к югу от города. К концу дня, после канонады и акций устрашения (голландские моряки угрожали изнасиловать женщин Макао и убить всех мужчин старше двадцати лет)), корабли отошли от берега на ночёвку, не причинив серьёзного ущерба португальской стороне. Тем не менее голландцы праздновали победу, дули в трубы и били в барабаны всю ночь. Для поддержания боевого духа португальцы ответили аналогичными «торжествами».
Для португальцев момент для вторжения был крайне неблагоприятным. Голландский флот пришёл в то время, когда большинство жителей Макао были в Гуанчжоу, где покупали товары для торговли с Японией. Кроме того, в октябре 1621 года китайский император завербовал португальцев, чтобы защититься от маньчжурского вторжения. В итоге Макао страдал от нехватки бойцов — португальские записи указывали, что в городе было только 50 мушкетёров и 100 жителей, способных носить оружие. Сарменту де Карвалью предугадал время высадки голландцев и провел ночь накануне за осмотром укреплений, чем способствовал сплочению рядов защитников.
Голландские корабли Groeningen и Gallias возобновили наступление на батарею Сан-Франсиско на рассвете следующего дня, в день Святого Иоанна Крестителя. Португальские артиллеристы на бастионе ответили с такой свирепостью, что Gallias получил серьёзные повреждения и был затоплен через несколько недель. Примерно в два часа после восхода солнца десант из 800 солдат высадился на пляже Какильяс, одновременно с бомбардировками Сан-Франсиско. Голландцы подожгли дымный порох и высадились под прикрытием дымовой завесы, что стало первым зарегистрированным случаем тактического использования дыма при атаке. Около 150 португальских мушкетёров, засевших на пляже под командованием Антониу Родригеса Кавальино, оказали яростное сопротивление, и хотя стреляли в дым, убили 40 нападавших и ранили адмирала Рейерсена в живот, выведя его из строя. Капитан Ханс Руффейн принял командование десантом и захватил окопы, заставив Кавальино отступить. Остальная часть десанта высадилась уже без сопротивления. Плацдарм теперь был в безопасности, и Руффейн стал преследовать отступавших португальцев, следуя к городу.

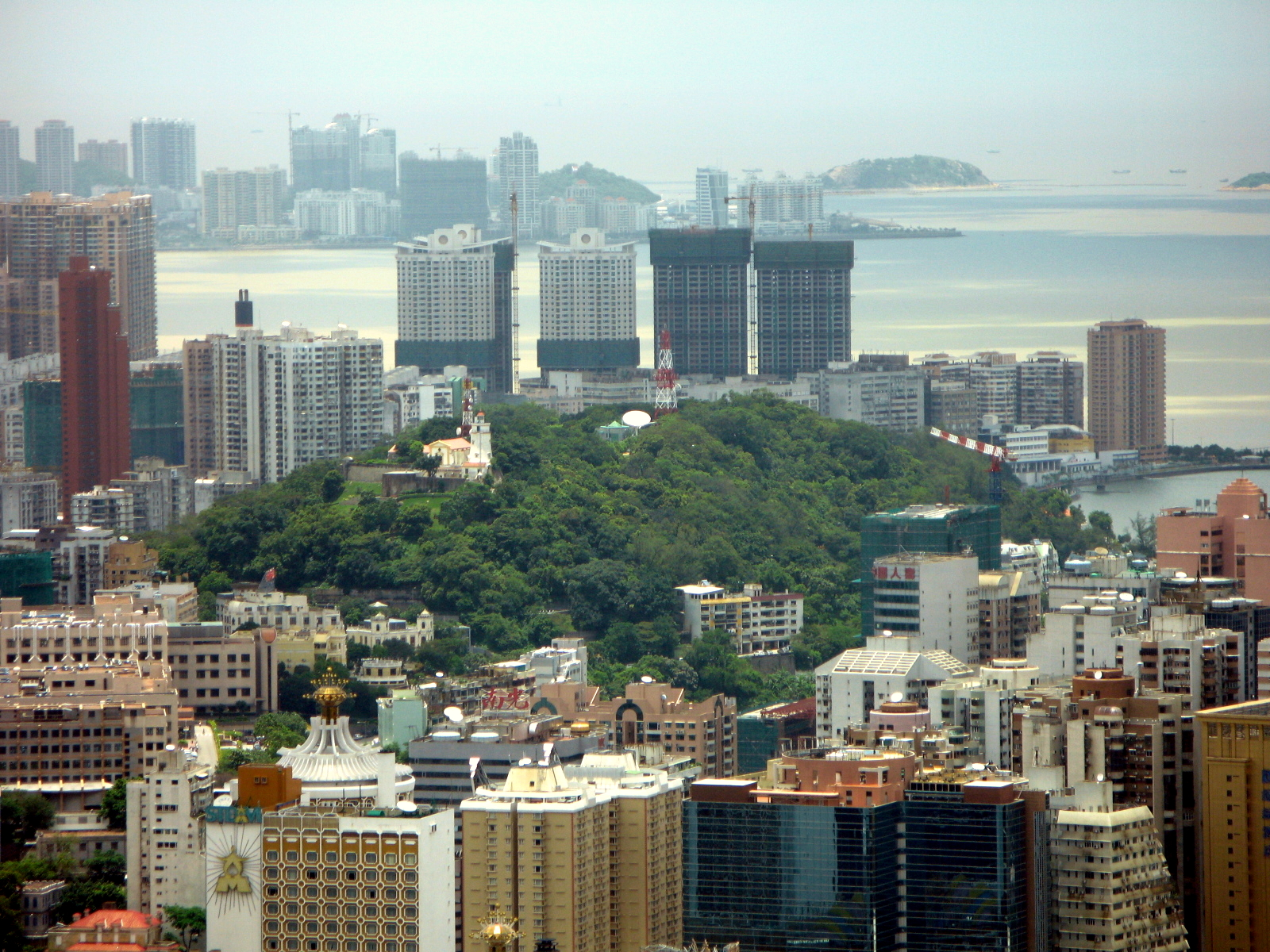
Холм Гуйя (2008)

Голландцы прошли к центру города в строгом порядке, пока не попали в зону обстрела бастиона Форталеза-ду-Монте, в результате чего они понесли потери. Когда захватчики проходили мимо небольшого родника под названием Фонтинья, где местные женщины всегда стирали бельё, иезуитский священник падре Жерониму Ро выстрелил из пушки с батареи Форталеза-ду-Монте и попал в бочку с порохом, оказавшуюся в центре голландского строя, что вызвало мощный взрыв и серьёзные потери среди нападавших. Этот выстрел изменил ход боя, и голландские командиры остановили продвижение в центр города, чтобы обсудить дальнейшие действия. Они решили подняться на холм Гуйя, на котором был расположен монастырь, чтобы получить более чёткое представление о расположении врага. Однако при восхождении голландцы встретили ожесточённое сопротивление отряда из 30 китайцев и чернокожих, что вынудило их отступить и снова изменить свои планы. Не ожидая такого упорного сопротивления и не зная об истинной численности защитников, захватчики решили отступить из-за усталости бойцов и нехватки боеприпасов.
К тому времени стало очевидно, что основные голландские силы будут атаковать с востока, и бомбардировка Сан-Франсиско была лишь отвлекающим маневром, поэтому командир гарнизона Сан-Тьягу отправил 50 бойцов под командованием капитана Жоао Суареша Виваша, чтобы укрепить внутреннюю оборону. Как только португальцы поняли голландские намерения, защитники провели контратаку и заняли высоту перед позициями голландцев. С иберийским боевым кличем «Santiago!» Сарменту де Карвалью дал сигнал для контратаки, и объединенные силы португальских защитников, жителей Макао, монахов-доминиканцев, иезуитов и чернокожих рабов обратили голландцев в бегство. Капитан Руффейн пытался организовать отступление, но был убит. Группа негров-рабов сражалась особенно ожесточённо, они обезглавили всех раненых и пленных голландцев. Тем не менее голландцы получили некоторую передышку, пока рабы прекратили погоню и стали грабить убитых. Когда бегущие голландцы достигли пляжа Какильяс, отряд, который должен был прикрывать отход, запаниковал и бежал к лодкам, не сделав ни единого выстрела. Паника среди солдат была настолько полной, что голландские корабли стали выбирать якоря, даже не приняв на борт большинство бегущих голландцев. На следующий день адмирал Рейерсен послал на берег белый флаг, чтобы договориться об освобождении пленных. Переговоры были напрасны, и голландский флот вскоре покинул Макао, взяв курс на Пескадорские острова.

## Последствия
Бой завершился решительной победой португальцев, а потери захватчиков намного превзошли потери защитников. По португальским данным потери голландцев составили более трёхсот человек. Официальные голландские сводки писали о 136 убитых и 126 раненых. Потери голландцев включали семерых капитанов, четырёх лейтенантов и семерых прапорщиков; были потеряны вся артиллерия и знамёна десанта. В Батавии Ян Питерсоон Кун был чрезвычайно огорчён исходом боя, написав: «в этой битве позорным образом мы потеряли большинство наших лучших людей вместе с большей частью оружия».
После попытки голландского вторжения португальские власти в Гоа осознали важность наличия постоянного гарнизона в Макао и в 1623 году учредили должность губернатора Макао. Первым губернатором стал Дом Франсишку Маскареньяс, который занялся формированием линии укреплений для защиты от повторных атак голландцев. Для этого он подкупил китайские власти Гуандуна и получил разрешение на строительство укреплений.
Успешная защита Макао показала, что Португалия всё ещё способна контролировать торговлю между Китаем и Японией. Только тридцать лет спустя этот контроль сошёл на нет, когда японцы в 1639 году изгнали португальцев, а голландцы в 1641 году взяли Малакку.